# Манассе Согаваре
Манассе Дамукана Согаваре (англ. Manasseh Damukana Sogavare, нар. 17 січня 1955) — політичний діяч держави Соломонові Острови.

## Біографія
Народився 17 січня 1955 року на острові Шуазель. Має економічну освіту. Працював у міністерстві фінансів та головою центрального банку Соломонових Островів. З 1997 року —депутат парламенту від Народної Прогресивної Партії. В 1997—1998 роках — міністр фінансів країни. У 2000—2001, 2006—2007, і з 9 грудня 2014 року   до  15  листопада  2017 р. — прем'єр-міністр Соломонових островів.  24 квітня 2019  знову  обраний  головою  уряду.
Зараз належить до партії соціального кредиту Соломонових Островів.